# سبز دشت (بياض)
سبز دشت (بالفارسية: سبز دشت) هي قرية تقع في مديرية خواهان شمال شرق أفغانستان.